# Орлова Надія Павлівна
Орлова Надія Павлівна (до шлюбу Бондар; 7 січня 1923, с. Літки, Броварський район, Київська область — 12 травня 2010, Київ, Україна) — радянська і українська перекладачка і кіноредакторка. Заслужений працівник культури УРСР (1978). Відмінник кінематографії СРСР. Учасниця німецько-радянської війни (нагороджена медаллю «За оборону Києва»).

## Життєпис
Народилась в родині робітника.
Закінчила філологічний факультет Київського державного університету ім. Т. Г. Шевченка (1950).
Переклала низку визначних творів російської літератури українською, зокрема Олександра Бека, Юрія Бондарева, Юліана Семенова, а також твори українських авторів російською, у тому числі Валерії Врублевської, Олександра Ільченка, Віталія Логвиненка.
Була редакторкою Української студії хронікально-документальних фільмів (1951—1953), редакторкою-консультанткою дубляжного відділу, головною редакторкою творчого об'єднання «Час», членкинею сценарно-редакційної колегії на Київській студії художніх фільмів ім. О. П. Довженка. За час роботи на кіностудії Надія Орлова зміцнила її зв'язки зі Спілкою письменників, залучила до роботи в кіно видатних українських письменників: Олеся Гончара, Михайла Стельмаха, Юрія Збанацького, Павла Загребельного, Олександра Ільченка, Василя Земляка, Юрія Смолича, Миколу Зарудного, Віталія Логвиненка та багатьох інших. Завдяки цьому основою для створення національних фільмів стали найкращі твори українських митців. За редакцією Орлової вийшло на екрани країни понад 50 повнометражних художніх фільмів.
Членкиня двох спілок України — кінематографістів (1961) і письменників (1974), відмінниця кінематографії, заслужена працівниця культури (1978). У 2003 році їй присуджено міжнародну премію ім. Володимира Винниченка в галузі української літератури, мистецтва та за благодійницьку діяльність.
Багато працює в жанрі художнього перекладу. Нагороджена медалями, значком «Отличник кинематографии СССР».
Членкиня Національних спілок письменників і кінематографістів України.
Похована на Байковому кладовищі у Києві.

## Фільмографія
Вела фільми:
- «Суєта» (1956)
- «Ластівка» (1957)
- «Шельменко-денщик» (1957)
- «Під Золотим орлом» (1957)
- «Гроза над полями» (1958)
- «Сватання на Гончарівці» (1958)
- «Кінець Чирви-Козиря» (1958)
- «Таврія» (1959)
- «Кров людська — не водиця» (1960)
- «Далеко від Батьківщини» (1960)
- «Летючий корабель» (1960)
- «Роман і Франческа» (1960)
- «Лісова пісня» (1961)
- «Дмитро Горицвіт» (1961)
- «З днем народження» (1961)
- «Між добрими людьми» (1962)
- «Стежки-доріжки» (1963)
- «Люди не все знають» (1964)
- «А тепер суди...» (1966)
- «Берег надії» (1967)
- «Комісари» (1969)
- «Де 042?» (1969)
- «Хліб і сіль» (1970)
- «Зоряний цвіт» (1971)
- «Ніна» (1971)
- «Абітурієнтка» (1973)
- «Чорний капітан» (1973)
- «Таємниця партизанської землянки» (1975)
- «Театр невідомого актора» (1976)
- «Щедрий вечір» (1976)
- «Спокута чужих гріхів» (1978)
- «Чекайте зв'язкового» (1979, у співавт.) та ін.